# Vukašin Mrnjavčević

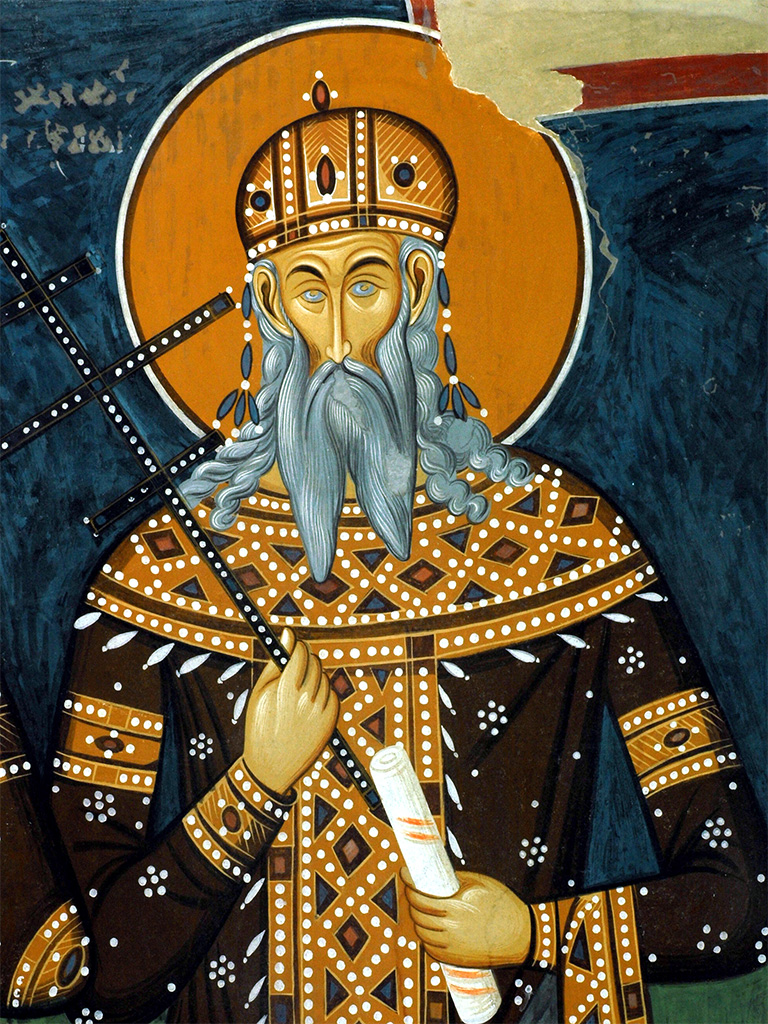
Fresk przedstawiający Vukašina Mrnjavčevicia z klasztoru w Psača.

Wukaszyn Mrnjawczewić (serb. Вукашин Мрњавчевић) (ur. ok. 1320, zm. 26 września 1371) był serbskim władcą w średniowiecznej centralnej i północno-zachodniej Macedonii, który rządził od 1365 do 1371 r.

## Pochodzenie
Według siedemnastowiecznego raguskiego historyka Mavro Orbina, ojcem był Mrnjava (Mrnjan) był pomniejszym szlachcicem z Zahumlje, synowie Wukaszyn i Ugliesza urodzili się w Liwnie w zachodniej Bośni. Większość informacji o nim pochodzi z historii ustnych, ale raguski dokument z 1280 r. mówi, że Mrnjan był szlahcicem z Trebinje, miasta w Trawunii, niedaleko Zahumlje. Ten sam Mrnjan jest wymieniony
jako podskarbi królowej Helen d'Anjou (Matki króla Milutina) w 1289 r. Po tym jak Zahumlje zostało anektowane w 1326 r. przez Bośnię, rodzina Mrnjana mogła przenieść się do Liwna.
Możliwe, że rodzina wspierała Cara Duszana w jego inwazji na Bośnię w 1350 r., podobnie jak reszta szlachty z Zahumlje, która obawiając się prześladowań Bośnieńskich, wyemigrowała do Serbii. Na rzecz zahumljskiego, bądź trawuńskiego pochodzenia Wukaszyna przemawia inskrypcja na grobie w kościele ochrydzkim, w którym niejaki Ostoja Rajaković, z rodziny Ugarcić (zm. 1379), jest przedstawiony jako kuzyn Marka, najstarszego syna Wukaszyna. Wiadome jest, że rodzina Ugarcić pochodziła z regionu Trebinje.

## Uzyskanie pozycji
Po tym jak Serbia rozszerzyła się na południe w kierunku Macedonii, lokalni greccy możnowładcy
zostali zastąpieni przez serbskich, z których wiele pochodziło z Zahumlje i Trawunii. 
W 1350r. car Duszan wyznaczył Wukaszyna jako żupana (gubernatora) Prilepu w Macedonii. Odtąd majątek Wukaszyna szybko rósł i stał się on jednym z dominujących serbskich możnowładców w momencie nagłej śmierci cara Duszana. Następca Dusana, Stefan Urosz V nadał mu tytuł despoty.
W 1365 r. został koronowany na króla Serbów i Greków, jako współrządca króla Urosza. Panował nad obszarem obejmującym Skopje, Prilep i Prizren, zachowując dobre relacje ze swoim bratem, despotą Uglieszą, który panował nad regionem Serres. W niedługim czasie stał się wystarczająco silny by wypowiedzieć posłuszeństwo Uroszowi.

## Wojna z Turcją
W 1370 roku zyskał poparcie klasztoru z Athos i zaczął przygotowywać się do wojny z Turkami, 
wspieranymi przez jego brata. Wukaszyn planował zaatakować Trebinje w czerwcu 1371 r. ale plan
nigdy się nie powiódł. We wrześniu 1371 r. zebrał koalicję antyturecką, do której dołączył jego brat.
Armia koalicji, złożona z Wołochów, Serbów, Greków i Bośniaków, liczyła 70 tysięcy. Spotkała się z armią turecką dowodzoną przez beja Rumeli, Lala Sahina Paszy w dniu 26 września 1371 r. nad rzeką Maricą. Lepsza taktyka Turków pozwoliła pokonać przeważającą liczebnie armię serbską. Turcy zaatakowali armię Wukaszyna podczas wypoczynku, a w trakcie bitwy zginął sam Wukaszyn.

## Rodzina
Ze swoją żoną Jeleną, Wukaszyn miał pięcioro dzieci:
- Marka
- Andrzeja
- Dmitara
- Ivanis
- Oliverę (poślubioną Duradowi I Balsićowi)